# Colombiana (Getränk)

„Unser Colombiana“

Colombiana (spanisch für ‚kolumbianisch‘ oder ‚Kolumbianerin‘) ist ein Erfrischungsgetränk, das in Kolumbien seit 1904 von dem Getränkefabrikanten Postobón hergestellt wird. Es gehört zu den bekanntesten Marken des Konzerns, ist besonders in den Küstenregionen populär und kommt in den Versionen cero calorias, normal, ligera und con stevia (null Energie, normal, light und mit Stevia gesüßt) auf den heimischen Markt.
Colombiana ist leicht kohlensäurehaltig mit Tamarindenaroma; für den Geschmack des Getränks ist allerdings hauptsächlich die Kolanuss verantwortlich. Colombiana wird auch als Zutat für das in Kolumbien beliebte Biermischgetränk Refajo verwendet.